# Penguily
Penguily [pɛ̃gili] est une commune française située dans le département des Côtes-d'Armor en région Bretagne.

## Géographie
| Landéhen      | Lamballe-Armor | La Malhoure  |
| Saint-Trimoël | Penguily       | Plénée-Jugon |
| Saint-Glen    | Le Mené        |              |

### Hydrographie
Pour un article plus général, voir Réseau hydrographique des Côtes-d'Armor.
La commune est située dans le bassin Loire-Bretagne. Elle est drainée par le Gouessant, l'Hia et le ruisseau le Quiloury,,.
Le Gouessant, d'une longueur de 41 km, prend sa source dans la commune de Trébry et se jette  dans la baie de Saint-Brieuc en limite de Lamballe-Armor et de Hillion, après avoir traversé onze communes. 

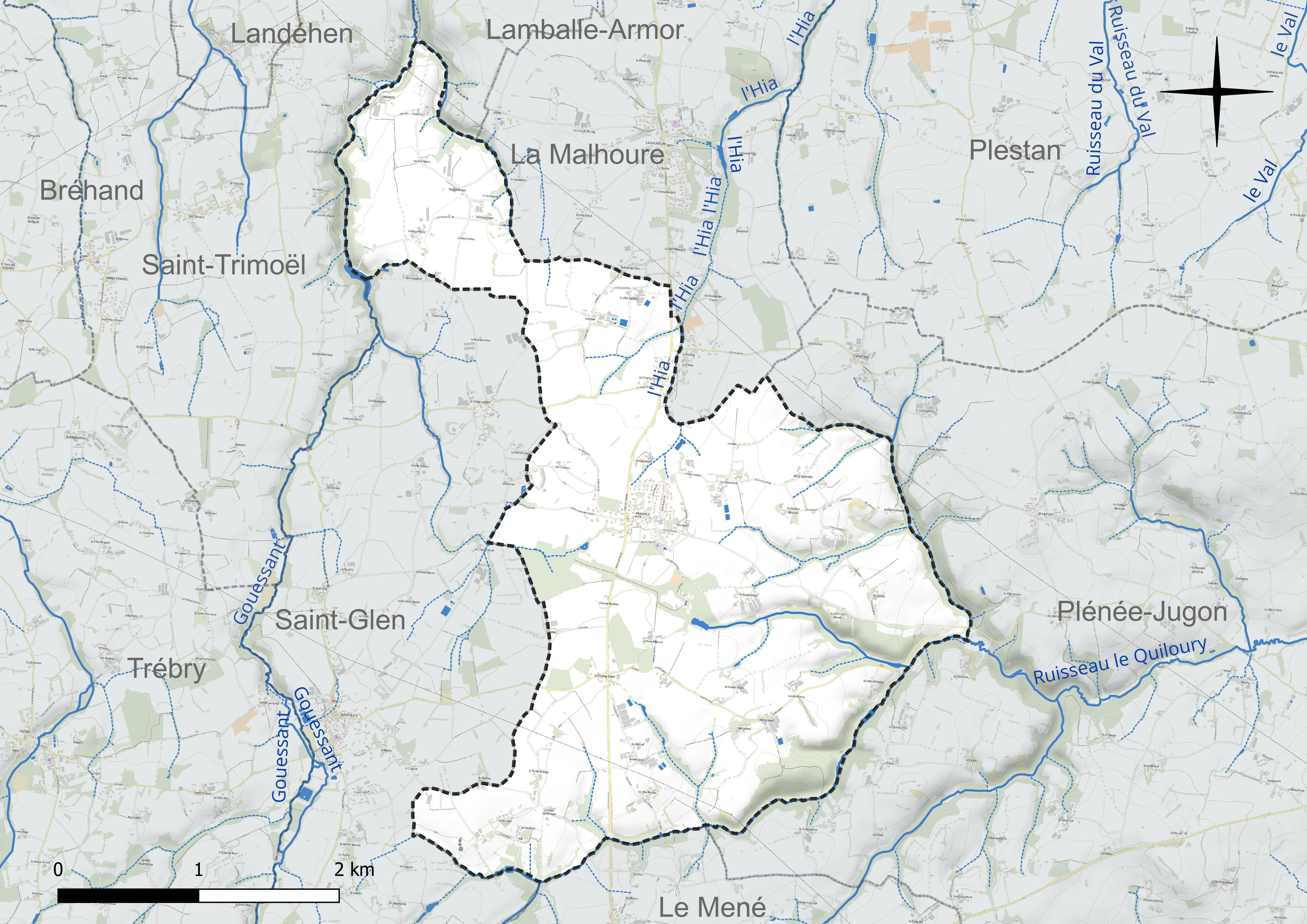
Réseau hydrographique de Penguily.

### Climat
Pour des articles plus généraux, voir Climat de la Bretagne et Climat des Côtes-d'Armor.
En 2010, le climat de la commune est de type climat océanique franc, selon une étude du CNRS s'appuyant sur une série de données couvrant la période 1971-2000. En 2020, Météo-France publie une typologie des climats de la France métropolitaine dans laquelle la commune est exposée à un climat océanique et est dans la région climatique  Finistère nord, caractérisée par une pluviométrie élevée, des températures douces en hiver (6 °C), fraîches en été et des vents forts. Parallèlement l'observatoire de l'environnement en Bretagne publie en 2020 un zonage climatique de la région Bretagne, s'appuyant sur des données de Météo-France de 2009. La commune est, selon ce zonage, dans la zone « Intérieur », exposée à un climat médian, à dominante océanique.  
Pour la période 1971-2000, la température annuelle moyenne est de 11 °C, avec une amplitude thermique annuelle de 11,5 °C. Le cumul annuel moyen de précipitations est de 800 mm, avec 13 jours de précipitations en janvier et 6,8 jours en juillet. Pour la période 1991-2020, la température moyenne annuelle observée sur la station météorologique la plus proche, située sur la commune de Quintenic à 17 km à vol d'oiseau, est de 11,6 °C et le cumul annuel moyen de précipitations est de 769,8 mm,. Pour l'avenir, les paramètres climatiques de la commune estimés pour 2050 selon différents scénarios d'émission de gaz à effet de serre sont consultables sur un site dédié publié par Météo-France en novembre 2022.

## Urbanisme

### Typologie
Au 1er janvier 2024, Penguily est catégorisée commune rurale à habitat dispersé, selon la nouvelle grille communale de densité à 7 niveaux définie par l'Insee en 2022.
Elle est située hors unité urbaine et hors attraction des villes,.

### Occupation des sols
L'occupation des sols de la commune, telle qu'elle ressort de la base de données européenne d’occupation biophysique des sols Corine Land Cover (CLC), est marquée par l'importance des territoires agricoles (92 % en 2018), une proportion sensiblement équivalente à celle de 1990 (92,1 %). La répartition détaillée en 2018 est la suivante : 
terres arables (66,5 %), zones agricoles hétérogènes (18,2 %), forêts (8 %), prairies (7,2 %). L'évolution de l’occupation des sols de la commune et de ses infrastructures peut être observée sur les différentes représentations cartographiques du territoire : la carte de Cassini (XVIIIe siècle), la carte d'état-major (1820-1866) et les cartes ou photos aériennes de l'IGN pour la période actuelle (1950 à aujourd'hui).

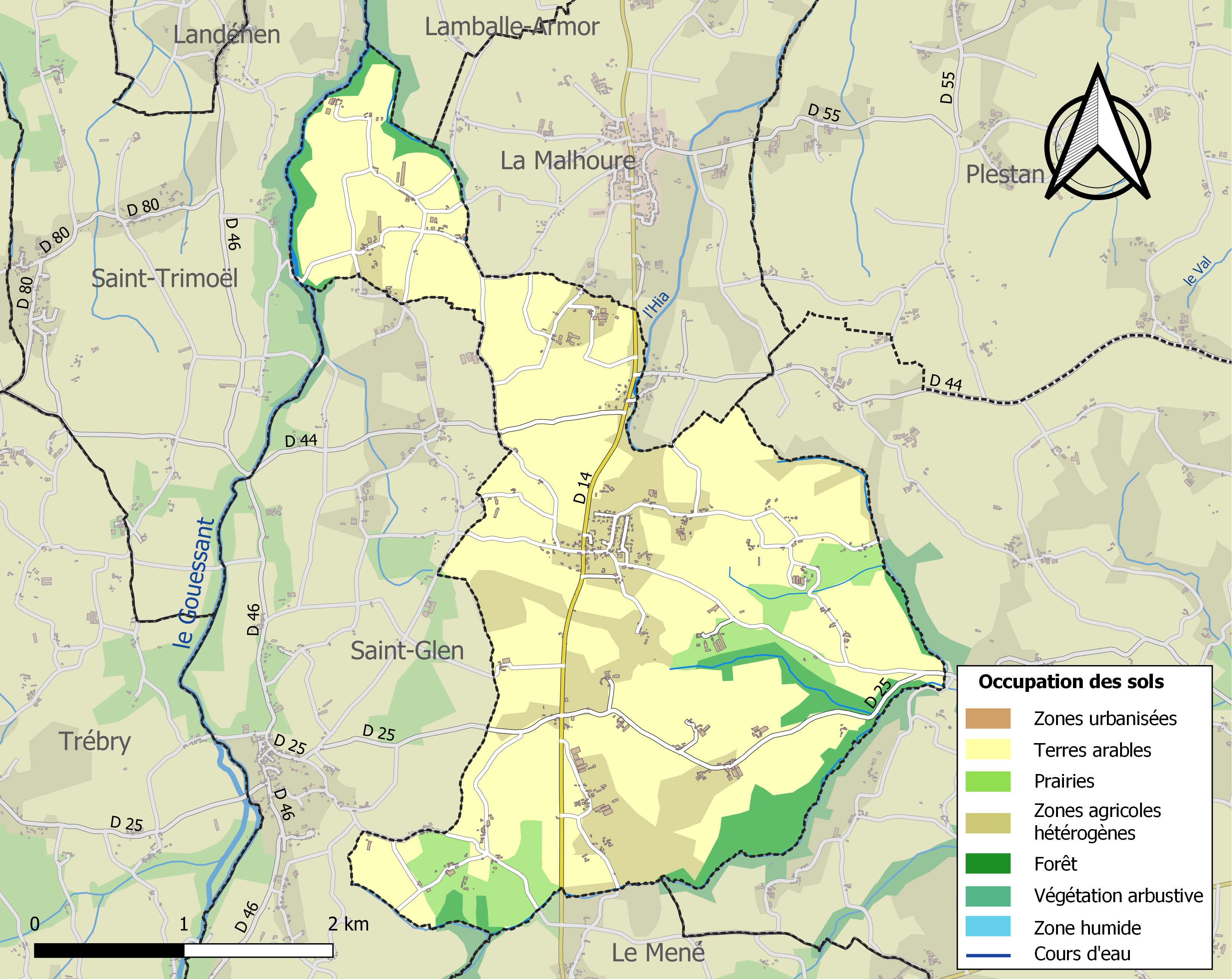
Carte des infrastructures et de l'occupation des sols de la commune en 2018 (CLC).

## Toponymie
Le nom de la localité est attesté sous les formes Penguilly Aile des Hays au XVIIIe siècle, Penguili en 1273, Lele des Hays en 1424, Lele des Haes en 1426, Penguilly Aile des Hays en 1719, Aile des Hayes Pinguily le 27 octobre 1801, Penguily le 14 février 1802.
Penguily est un toponyme brittonique fondé sur les éléments pen signifiant « tête » ou « début, orée » et guilly de goleu signifiant « lumière » ou de killi signifiant « bosquet, bocage » en vieux-breton. 
Pinguily en gallo.
La forme bretonne actuelle proposée par l'Office public de la langue bretonne est Pengilli.

## Histoire
- La chapelle saint Théodule de L'Aile des Haies, trève de Landéhen, trop vétuste, laissa place le 5 juillet 1719 à l'église succursale Notre-Dame de Penguily bâtie et munie de tout le mobilier nécessaire au service divin, par Luc Le Bel de la Chevalleraye, seigneur du manoir de Penguilly sur les terres de ce même manoir. À la condition qu'au nom de l'Aile des Haies s'ajoute celui de Penguily[22].
- Cette trêve était enclavée dans l'évêché de Saint-Brieuc, faisait partie du doyenné de Coëtmieux relevant de l'évêché de Dol et était sous le vocable de saint Théodule.
- 1790 : érigée en commune.
- 1793 : rattachée au spirituel à la paroisse de Saint-Glen.
- reprit le nom de L'Aile des Haies.
- 1802 : son nom fut définitivement fixé en Penguily.
- 1847 : érigée en paroisse.
- 1856 : s'est accrue d'une section de Plénée-Jugon comprenant les villages de La Cantonnière, de La Ville-Bernier, Les Breuils, La Bretannière, La Ville-Pierre et Le Bel-Orient.
- 1er avril 1973 : réunie à la commune de Saint-Glen, pour former Saint-Glen-Penguily.
- 5 juillet 1984 : redevenue commune autonome.

Les guerres du XXe siècle
Le monument aux Morts porte les noms de 29 soldats morts pour la Patrie :
- 21 sont morts durant la Première Guerre mondiale.
- 8 sont morts durant la Seconde Guerre mondiale.

## Héraldique
| Blason | Blasonnement : D'argent aux trois fleurs de lys de gueules. |

## Politique et administration

### Liste des maires

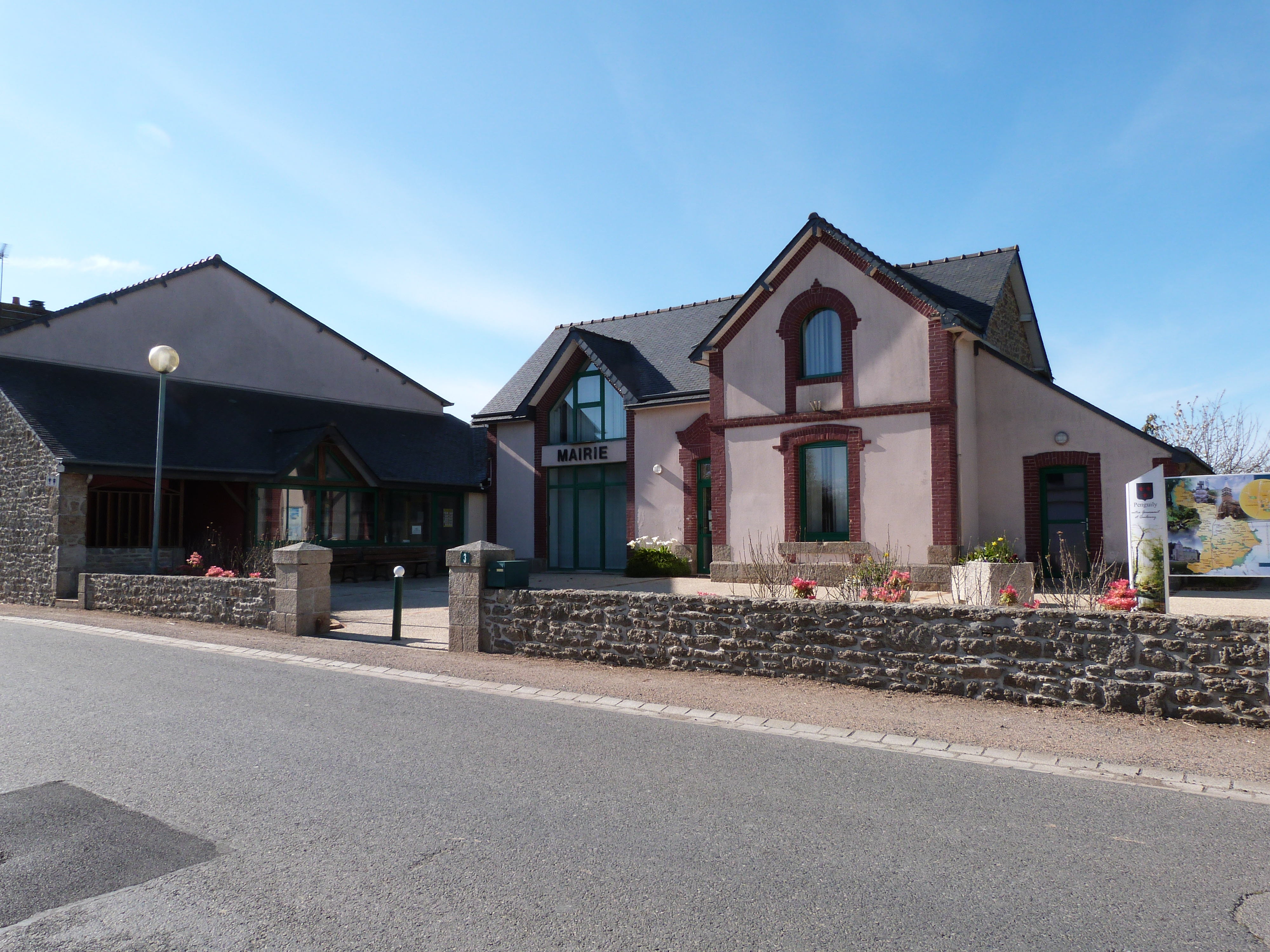
La mairie.

| Période    | Période      | Identité      | Étiquette | Qualité                                    |
| ---------- | ------------ | ------------- | --------- | ------------------------------------------ |
| avril 1973 | mars 1977    | Francis Lucas |           |                                            |
| mars 1977  | juillet 1984 | Roger Lucas   | DVD       | Agriculteur Adjoint au maire (1971 → 1973) |

| Les données manquantes sont à compléter.                              |                       |                   |     |                                                                                         |
| ca. 1953                                                              | 1962                  | Eugène Plessé     |     | Cultivateur                                                                             |
| 1962                                                                  | avril 1973            | Francis Lucas     |     |                                                                                         |
| 1973-1984 : Penguily est une commune déléguée de Saint-Glen-Penguily. |                       |                   |     |                                                                                         |
| juillet 1984                                                          | mars 2008             | Roger Lucas       | DVD | Retraité de l'agriculture                                                               |
| mars 2008                                                             | mars 2018 (démission) | Alain Galliot     | DVD | Retraité de la marine marchande 11e vice-président de Lamballe Communauté (2014 → 2016) |
| 8 juin 2018                                                           | 25 mai 2020           | Claudie Soulabail |     | Comptable Première adjointe au maire (2014 → 2018)                                      |
| 25 mai 2020                                                           | En cours              | Karine Clément    | DVD | Agent de maîtrise                                                                       |

## Démographie
L'évolution du nombre d'habitants est connue à travers les recensements de la population effectués dans la commune depuis 1793. Pour les communes de moins de 10 000 habitants, une enquête de recensement portant sur toute la population est réalisée tous les cinq ans, les populations de référence des années intermédiaires étant quant à elles estimées par interpolation ou extrapolation. Pour la commune, le premier recensement exhaustif entrant dans le cadre du nouveau dispositif a été réalisé en 2005.

En 2022, la commune comptait 608 habitants, en évolution de −0,49 % par rapport à 2016 (Côtes-d'Armor : +1,78 %, France hors Mayotte : +2,11 %).
| 1793 | 1800 | 1806 | 1821 | 1831 | 1836 | 1841 | 1846 | 1851 |
| ---- | ---- | ---- | ---- | ---- | ---- | ---- | ---- | ---- |
| 360  | 353  | 320  | 369  | 405  | 428  | 375  | 401  | 385  |

| 1856 | 1861 | 1866 | 1872 | 1876 | 1881 | 1886 | 1891 | 1896 |
| ---- | ---- | ---- | ---- | ---- | ---- | ---- | ---- | ---- |
| 411  | 588  | 582  | 606  | 612  | 608  | 617  | 618  | 606  |

| 1901 | 1906 | 1911 | 1921 | 1926 | 1931 | 1936 | 1946 | 1954 |
| ---- | ---- | ---- | ---- | ---- | ---- | ---- | ---- | ---- |
| 554  | 569  | 561  | 505  | 509  | 487  | 445  | 421  | 432  |

| 1962 | 1968 | 1990 | 1999 | 2005 | 2006 | 2010 | 2015 | 2020 |
| ---- | ---- | ---- | ---- | ---- | ---- | ---- | ---- | ---- |
| 426  | 371  | 363  | 422  | 518  | 528  | 613  | 611  | 606  |

| 2022 | - | - | - | - | - | - | - | - |
| ---- | - | - | - | - | - | - | - | - |
| 608  | - | - | - | - | - | - | - | - |

## Lieux et monuments
- Église Notre-Dame.
- Château de la Sauldraye (son domaine est à cheval sur les communes de Penguily et de Saint-Glen).

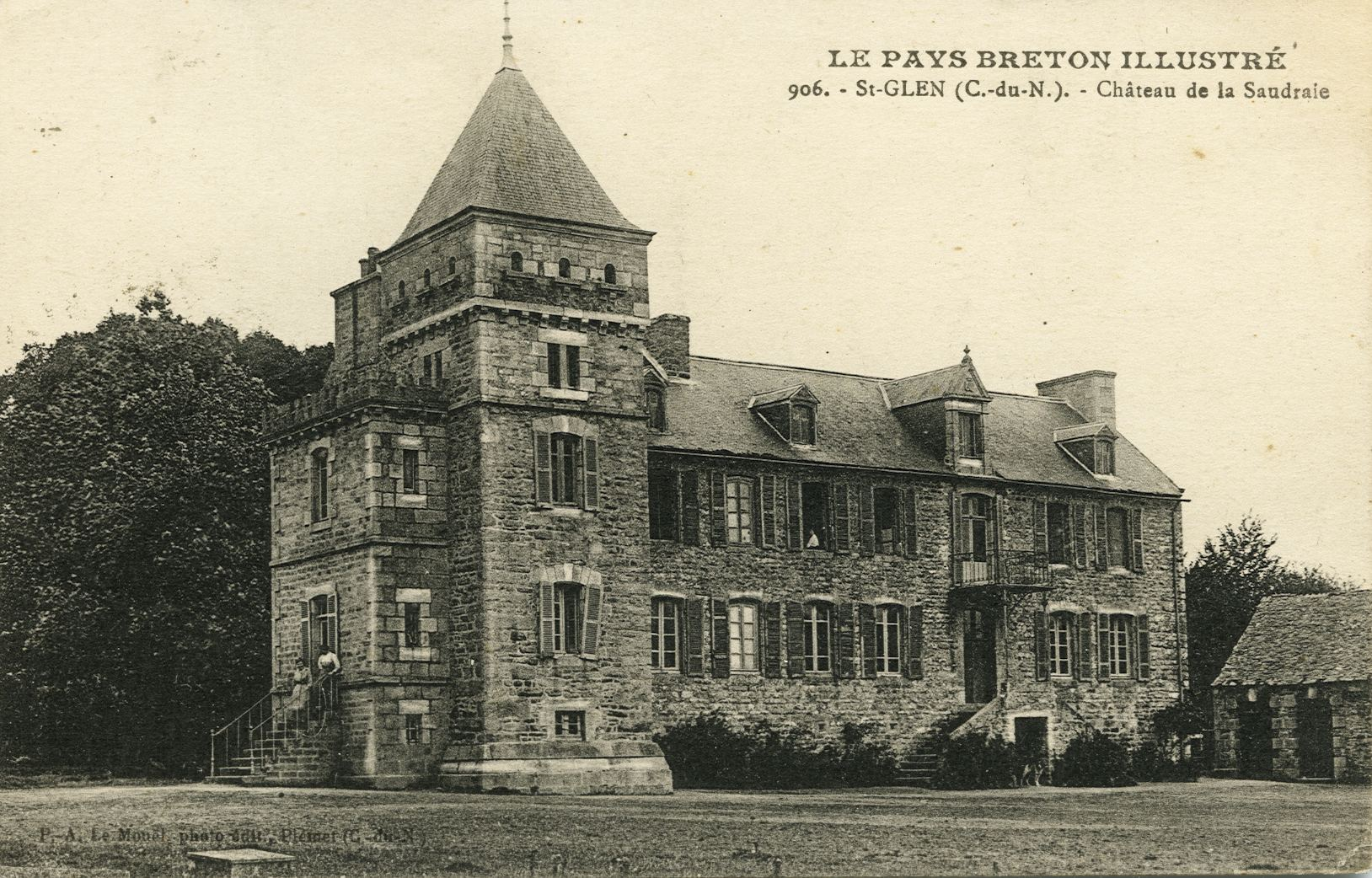
Le château de la Sauldraye.

## Personnalités liées à la commune
- Le philosophe Marc Froment-Meurice y est décédé le 25 juin 2019.